# Jornada de ocho horas

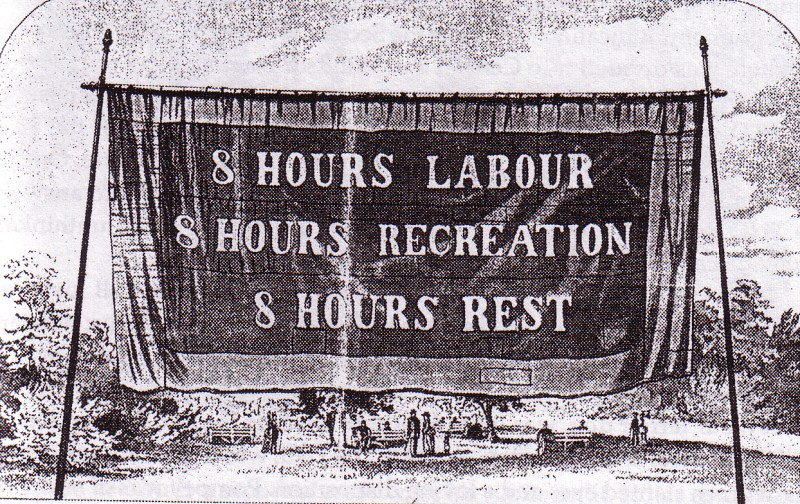
«8 horas para trabajar, 8 horas de recreo, 8 horas para dormir». Pancarta exigiendo la jornada de trabajo máxima de 8 horas diarias, Melbourne, 1856. La demanda que explicitó Robert Owen en 1810 para trabajar menos horas es conocida como «888».

La jornada de ocho horas hace referencia a la reivindicación del movimiento obrero por la reducción de la jornada laboral y el establecimiento de las ocho horas de trabajo diarias,  40 horas en la semana laboral de 5 días, también conocido como el movimiento por la jornada reducida.
La reivindicación tuvo su origen en las pésimas condiciones de trabajo de la Revolución Industrial en Gran Bretaña a mediados del siglo XVIII, donde la producción industrial en grandes fábricas transformó la vida laboral. Entonces la jornada laboral estaba entre las 10 y las 16 horas diarias, la semana laboral solía ser de 6 días a la semana y el trabajo infantil era habitual. La jornada de 8 horas fue establecida por primera vez para los trabajadores no agrícolas en Uruguay en 1915, y para todas las profesiones en la Unión Soviética en 1917. En España y Francia fue establecida en 1919.

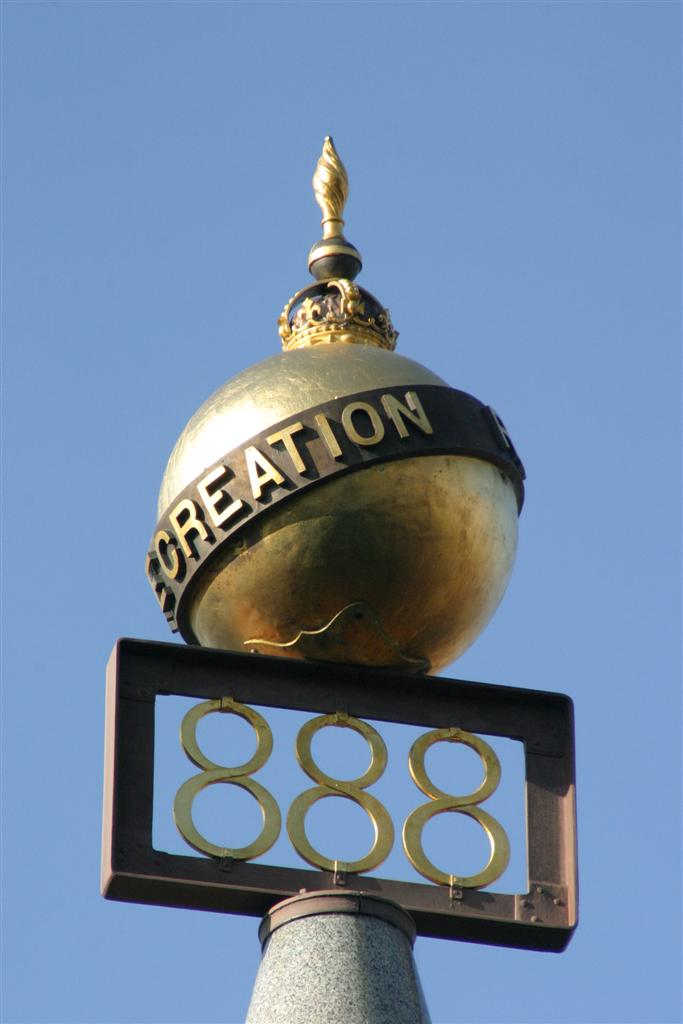
Monumento conmemorativo de la jornada laboral de 8 horas, 8 hours Work, 8 hours Recreation, 8 hours Rest, Melbourne, Australia.

## Antecedentes históricos
En España en 1593, Felipe II estableció, por un Edicto Real, la jornada de ocho horas: «Todos los obreros de las fortificaciones y las fábricas trabajarán ocho horas al día, cuatro por la mañana y cuatro por la tarde; las horas serán distribuidas por los ingenieros según el tiempo más conveniente, para evitar a los obreros el ardor del sol y permitirles el cuidar de su salud y su conservación, sin que falten a sus deberes» (Ley VI de la Ordenanza de Instrucción de 1593). Estas mismas condiciones laborales se aplicaron también a los indígenas americanos, que contaban con una legislación propia y se organizaban en «repúblicas de indios» donde elegían ellos a sus alcaldes, excepto aquellos que trabajaban en las minas, cuya jornada se reducía a siete horas.

Título sexto. De las fábricas y fortificaciones.

Ley VI Que los obreros trabajen 8 horas al día repartidas como convenga.

Todos los obreros trabajaran ocho horas al día, cuatro á la mañana, y cuatro á la tarde en fortificaciones y fábricas, que se hicieren, repartidas á los tiempos más convenientes para librarse del rigor del sol, más o menos lo que á los ingenieros pareciere, de forma que no faltando un punto de lo posible, también se atienda à procurar su salud y conservación.
 - Recopilación de leyes de los reinos de las indias. Mandadas a Imprimir y Publicar por la majestad católica del rey Don Carlos II, nuestro señor. Libro Tercero.

## La jornada laboral en la revolución industrial
Durante la Revolución industrial la producción en grandes fábricas transformó la vida laboral tradicional, tanto de la mano de obra de origen rural como gremial, imponiendo largas jornadas y condiciones de trabajo próximas a la esclavitud.
No se aplicaba la regulación, establecida desde 1496 en Gran Bretaña, según la cual la jornada de trabajo duraba como máximo 15 horas: desde las 5 de la mañana hasta las 8 de la noche. Las condiciones de trabajo sin regulación ni control deterioraban la salud, el bienestar y la moral de los trabajadores. Entonces el uso de trabajo infantil era común. En 1860 el periódico The Daily Telegraph explicaba los horarios de los niños que trabajaban:

...a las 2, a las 3, a las 4 de la mañana, se sacan a la fuerza de sus sucias camas a niños de 9 a 10 años y se les obliga a trabajar para ganarse un mísero sustento hasta las 10, las 11 y las 12 de la noche...

Los primeros reglamentos relacionados con las condiciones de trabajo fueron sobre el trabajo infantil. Numerosos menores se empleaban en las fábricas en peores condiciones que los adultos. Se contrataron en fábricas de algodón del norte de Inglaterra, en los muelles y talleres textiles de Estados Unidos y en las hilanderías de Francia.
En Inglaterra, la Ley de Fábricas de 1833 prohibió el trabajo de los niños menores de 9 años en la industria textil y limitó el tiempo de trabajo diario en función de la edad (10 horas para los niños de 9 a 14 años, 12 horas para los de 14 a 18 años); esta ley no se extendió a todas las actividades hasta 1853.
La jornada de 10 horas para los niños y mujeres fue aprobada en Inglaterra en 1847, y en Francia, la Ley de las 10 horas fue introducida durante la Revolución Francesa de 1848, aunque fue derogada unos meses después y se volvieron a imponer las jornadas de 12 horas a los trabajadores franceses.
El 24 de julio de 1873 se aprobó en España la conocida como Ley Benot, sobre trabajo infantil que, aunque muy incumplida, supuso un avance en las condiciones abusivas que sufrían los niños y jóvenes menores en las fábricas e industrias. Se considera una de las primeras leyes que regulan el trabajo infantil.

## Movimiento por la reducción de la jornada laboral

### Robert Owen - 1810
Desde 1810, Robert Owen difundió la idea de que la calidad del trabajo de un obrero tiene una relación directamente proporcional con la calidad de vida del mismo, por lo que para cualificar la producción de cada obrero, es indispensable brindar mejoras en las áreas de salarios, vivienda, higiene y educación; prohibir del trabajo infantil y determinar una cantidad máxima de horas de trabajo, de diez horas y media, para comenzar. Para 1817 formuló el objetivo de la jornada de ocho horas y acuñó el lema de «ocho horas de trabajo, ocho horas de recreo, ocho horas de descanso» (8 hours labour, 8 hours recreation, 8 hours rest).

### Cartismo -1842- y revoluciones de 1848
El movimiento cartista, iniciado hacia 1838 presentó el 2 de mayo de 1842 al parlamento inglés un conjunto de propuestas entre las que se destacaba la reducción y limitación de la jornada laboral.
El 8 de junio de 1847, en Inglaterra, una ley concedió a mujeres y niños la jornada de diez horas. Todos los obreros franceses conquistaron la jornada de 12 horas después de la revolución de febrero de 1848.

### Reivindicación de la jornada de 8 horas - 1866
La Asociación Internacional de los Trabajadores definió como reivindicación central la jornada de ocho horas, a partir de su Congreso de Ginebra en agosto de 1866, declarando que la limitación legal de la jornada de trabajo era una condición previa sin la cual fracasarían todos los otros intentos de mejoras y la emancipación misma de la clase obrera. Se estimaba como «una gran disputa entre la dominación ciega ejercida por las leyes de la oferta y la demanda, contenido de la economía política burguesa, y la producción social controlada por la previsión social, contenido de la economía política de la clase obrera». Esta decisión contribuyó decisivamente a generalizar en el mundo, una lucha que ya era adelantada por los trabajadores de varios países.

### La jornada laboral en Estados Unidos - 1791 a 1886
En Estados Unidos la jornada laboral estaba fijada en 8 horas. En Filadelfia, los carpinteros se declararon en huelga en 1791 por la jornada de diez horas. Desde 1829 se había formado un movimiento para solicitar a la jornada de ocho horas. Para 1830 la reducción de la jornada laboral se había convertido en una demanda generalizada. El 19 de agosto de 1866 el Congreso Obrero General, en Baltimore declaró como primera y más importante exigencia de los trabajadores, "la promulgación de una ley fijando en ocho horas para todos los Estados Unidos la jornada normal de trabajo". La Federación Estadounidense del Trabajo, en su cuarto congreso, realizado el 17 de octubre de 1884, había resuelto que desde el 1 de mayo de 1886 la duración legal de la jornada de trabajo debería ser de ocho horas, yéndose a la huelga si no se obtenía esta reivindicación y recomendándose a todas las uniones sindicales que tratasen de hacer promulgar leyes en ese sentido en sus jurisdicciones. Esta resolución despertó el interés de las organizaciones, que veían la posibilidad de obtener mayor cantidad de puestos de trabajo con la jornada de ocho horas, reduciendo el paro.
Así, en 1868, el presidente Andrew Johnson (1865-1869) promulgó la llamada Ley Ingersoll, que estableció la jornada de ocho horas, aunque con cláusulas que permitían aumentarla a 14 y 18 horas. Aun así, debido a la falta de cumplimiento de la Ley Ingersoll, las organizaciones laborales y sindicales se movilizaron para hacerla cumplir. La prensa calificaba el movimiento como «indignante e irrespetuoso», «delirio de lunáticos poco patriotas», y manifestando que era «lo mismo que pedir que se pague un salario sin cumplir ninguna hora de trabajo». El 1.° de mayo de 1886, 200.000 trabajadores iniciaron la huelga mientras que otros 200 000 conquistaron las ocho horas con la simple amenaza de parar. En Chicago donde las condiciones de los trabajadores eran mucho peor que en otras ciudades del país las movilizaciones siguieron los días 2 y 3 de mayo.
A finales de mayo de 1886 varios sectores patronales estadounidenses accedieron a otorgar la jornada de 8 horas a varios centenares de miles de obreros. El éxito fue tal, que la Federación de Gremios y Uniones Organizadas expresó su júbilo con estas palabras: «Jamás en la historia de este país ha habido un levantamiento tan general entre las masas industriales. El deseo de una disminución de la jornada de trabajo ha impulsado a millones de trabajadores a afiliarse a las organizaciones existentes, cuando hasta ahora habían permanecido indiferentes a la agitación sindical».
Además del tradicional lema de Robert Owen, "Ocho horas de trabajo, ocho para el descanso y ocho para lo que queramos", la Federación de Gremios organizados y Sindicatos tenían su propia canción:

Queremos cambiar las cosas

estamos muy cansados

de trabajar por nada

para sobrevivir a duras penas

sin tiempo para pensar.

Queremos que nos dé el sol,

queremos oler las flores,

sabemos que Dios lo quiere

y por eso pretendemos

ocho horas trabajar.

Unamos nuestras fuerzas

en tiendas y talleres 

también en astilleros

trabaja ocho horas

descansa otras ocho

y otras ocho haz lo que quieras.

### Australia 1856 - 1858
En Australia la lucha por las ocho horas se libró ampliamente desde 1855 y la jornada de ocho horas se estableció en el sector de la construcción desde 1856, para luego ir poco a poco generalizándose y extendiéndose por todo el país.

### Inglaterra, 1908
En 1908, en Inglaterra, se aprueba la Ley de Minas de Carbón, conocida como la Ley de las Ocho Horas de Trabajo Diarias, mediante la cual se redujo a esa cantidad la duración de la jornada laboral obligatoria pero solamente a los mineros. 

### Hispanoamérica
En Hispanoamérica la demanda de la reducción de la jornada laboral fue enarbolada por los trabajadores en numerosas huelgas, hasta conseguir durante las primeras décadas del siglo XX la aprobación de leyes laborales que dispusieron la jornada de ocho horas. Así, por ejemplo, en 1915 se aprobó en Uruguay la Ley 5350, conocida como Ley de Trabajo Obrero, que en su artículo número 1 estableció: «El trabajo efectivo de los obreros de fábricas, talleres, astilleros, canteras, empresas de construcción de tierra o en los puertos[...] no durará más de ocho horas». Y la Constitución Mexicana de 1917 estableció en su artículo 123, entre otras restricciones, una jornada máxima de ocho horas o de siete para el trabajo nocturno.

### Rusia - Revolución de octubre de 1917
También en 1917, justo después de la Revolución de Octubre en Rusia, el gobierno bolchevique instauró la jornada de ocho horas diarias y la semana de 48 horas.
En el periodo de entreguerras, esta legislación se generalizó en los países industrializados y emergió la idea de una legislación internacional.

### España - Huelga de La Canadiense - 1919
En 1919, en España, después de la Huelga de La Canadiense que tuvo lugar en Barcelona durante 44 días, y que contó con más de 100 000 participantes que paralizaron efectivamente la economía, el gobierno español aceptó las demandas de los trabajadores que incluían una jornada de ocho horas, el reconocimiento de los sindicatos y el reintegro de los trabajadores despedidos. El Conde de Romanones fue relevado del gobierno en abril de 1919 después de firmar el 3 de abril de 1919 el llamado "Decreto de la jornada de ocho horas". El 3 de abril fue aprobado el decreto y a partir del 1 de octubre de 1919 la jornada máxima total de trabajo fue de 8 horas al día y de 48 a la semana, convirtiendo a España en el segundo país europeo con jornadas de este tipo, tras la República Socialista Federativa Soviética de Rusia.

### Francia 1919
El 23 de abril de 1919, a propuesta del gobierno Clemenceau, temeroso de una huelga general, el Senado ratificó la ley de las ocho horas y declaró el 1.º de mayo de 1919 un día festivo.

### OIT - Regulación Internacional
La Organización Internacional del Trabajo, fundada en 1919, se inspiró en esta ley para su convenio n.º 1 sobre las horas de trabajo.

## Evolución histórica de la reducción de la jornada de trabajo

### Horas de trabajo por año y persona en Reino Unido
| Año  | Población  | Población ocupada | Horas trabajador año | Horas trabajador semana | Horas trabajador día | Productividad hora de trabajo (dólares 1990) | PIB per cápita (dólares 1990) |
| ---- | ---------- | ----------------- | -------------------- | ----------------------- | -------------------- | -------------------------------------------- | ----------------------------- |
| 1785 | 12.681.000 | 4.915.000         | 3.000                | 62                      | 11                   | 1,29                                         | 1.505                         |
| 1820 | 19.832.000 | 6.884.000         | 3.000                | 62                      | 11                   | 1,69                                         | 1.756                         |
| 1870 | 29.312.000 | 12.285.000        | 2.984                | 61                      | 10,9                 | 2,64                                         | 3.297                         |
| 1913 | 42.622.000 | 18.566.000        | 2.624                | 53                      | 10                   | 4,40                                         | 5.032                         |
| 1950 | 50.363.000 | 22.400.000        | 1.958                | 40                      | 8                    | 7,86                                         | 6.847                         |
| 2000 | 58.670.000 | 27.200.000        | 1.489                | 30                      | 6                    | 28,71                                        | 19.817                        |

El concepto histórico contemporáneo de jornada laboral va de la mano de industrialización de la producción durante la revolución industrial y la conversión del trabajo humano en fuerza de trabajo, como un factor de producción que pasa a formar parte de una economía de mercado con la teoría del valor-trabajo de los economistas clásicos (Adam Smith, David Ricardo, Karl Marx). 
En la Tabla 1 puede apreciarse la evolución de las horas de trabajo por año, semana y día por persona en el Reino Unido desde 1785 al 2000. En este país se ha pasado en unos 200 años de 3.000 horas anuales a 1.489, prácticamente la mitad; de igual modo ha descendido el horario semanal y diario, si bien con la advertencia de que los días anuales no trabajados han ido aumentado y, a la vez, disminuyendo los días laborales semanales, desde 6 días, en algunos desde 7, hasta 5 los días laborales. Puede apreciarse un constante incremento de la productividad por hora trabajada y PIB per cápita y su explosión desde los años 1950 hasta los 2000 período en el que se ha cuadriplicado y triplicado respectivamente. Sin embargo esto último no podría argumentarse como resultado de la reducción de la jornada laboral [cita requerida]puesto que en el mismo periodo de tiempo los avances en tecnología han permitido mayor eficiencia en los procesos productivos.

## Evolución del trabajo en los siglosXXyXXI

### Desregulación laboral - 1970
Desde la crisis del petróleo de 1973 y el fin del pleno empleo el neoliberalismo ha conseguido frenar la regulación y defender y promover la desregulación de la jornada laboral mediante cambios en la legislación internacional y nacional que estaba reduciendo la jornada de laboral hasta hacer efectiva las 8 horas. La defensa de la jornada de ocho horas para muchos trabajadores depende de la lucha contra las diferentes formas de disfrazar la relación laboral, mediante contratos de servicios, honorarios u obras, que con sistemas de pago a destajo, por tareas, piezas o peso y con la tercerización subcontratación, la conversión de puestos de trabajo en autónomos, etcétera, eluden la aplicación de las normas laborales vigentes en casi todos los países y logran de hecho imponer jornadas de trabajo indefinidas. Además de recibir un mal trato por parte de los dueños y poseer una calidad de vida baja.

### Puestos de trabajo vacantes y malas condiciones laborales - 2021
La desregulación de la jornada laboral, dependiendo de países y colectivos de trabajadores, convive con una regulación general que sigue tendiendo a la reducción de la jornada laboral fundamentalmente por la dificultad para cubrir puestos de trabajo con largas jornadas y mal remunerados. Dependiendo de los países se dan situaciones de empeoramiento de las condiciones laborales junto fenómenos como la escasez de mano de obra, rechazo al trabajo y la Gran Dimisión o renuncia de muchos trabajadores a puestos de trabajo con muy malas condiciones laborales.

### De las 45 a las 40 horas en Chile
En Chile, como en muchos otros países, las 40 horas de trabajado semanales, 8 diarias durante 5 días no es la norma, ya que allí la legislación laboral establece 45 horas semanales. El presidente chileno Gabriel Boric declaró el 23 de agosto de 2022 que se debatirá en el Congreso Nacional  un proyecto de ley para reducir la jornada laboral hasta alcanzar las 40 horas semanales en los próximos cinco años. La propuesta de reducción de la jornada laboral fue una de las líneas del programa de campaña del presidente Boric.